# オトン・フリエス
アシール＝エミール・オトン・フリエス（フランス語: Achille-Émile Othon Friesz, 1879年2月6日 - 1949年1月10日）は、フランスの画家。フォーヴィスムに分類される画家の一人。

## 略歴
ノルマンディー地域圏セーヌ＝マリティーム県の港湾の町、ル・アーヴルで生まれた。昔から多くの造船業者や船員を出した家系でもある。高校時代に生涯を通じて、友人となる画家のラウル・デュフィと知り合った。1895年から翌年までル・アーヴルの美術学校で学んだ後、1897年からデュフィとパリに出て国立高等美術学校で学んだ。パリではアンリ・マティス、アルベール・マルケらの若い画家たちと知り合い、彼らとともに「アカデミック美術」に叛旗を翻し「フォーヴィスム」の画家となった。1903年にフランス芸術家協会の展覧会に出展し、1904年にサロン・ドートンヌ（従来の保守的な展覧会に対抗して創設された展覧会）に出展し、1906年にアンデパンダン展に出展した。
1911年から1912年の間、ポルトガル、ベルギー、ドイツを旅し、ベルリン分離派の展覧会にも参加した。1913年にはニューヨークのアーモリーショー（国際現代美術展）などにも参加した。スウェーデンの有力者の支援を受けたパリの美術学校、Académie Scandinaveや、私立のグランド・ショミエール芸術学校（Académie de la Grande Chaumière）などで教えた。パリで没した。

## 作品

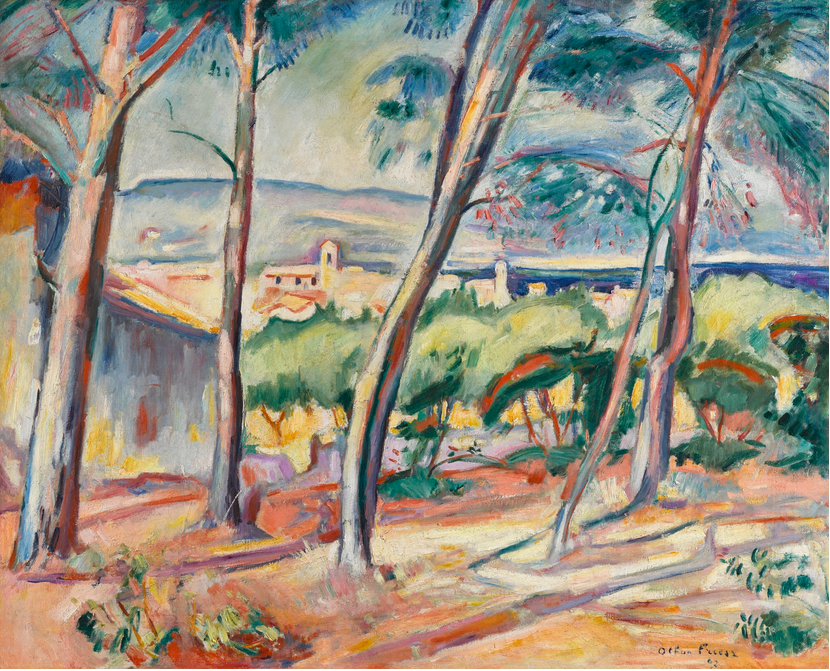
ラ・シオタ(プロヴァンスの村)(1907)
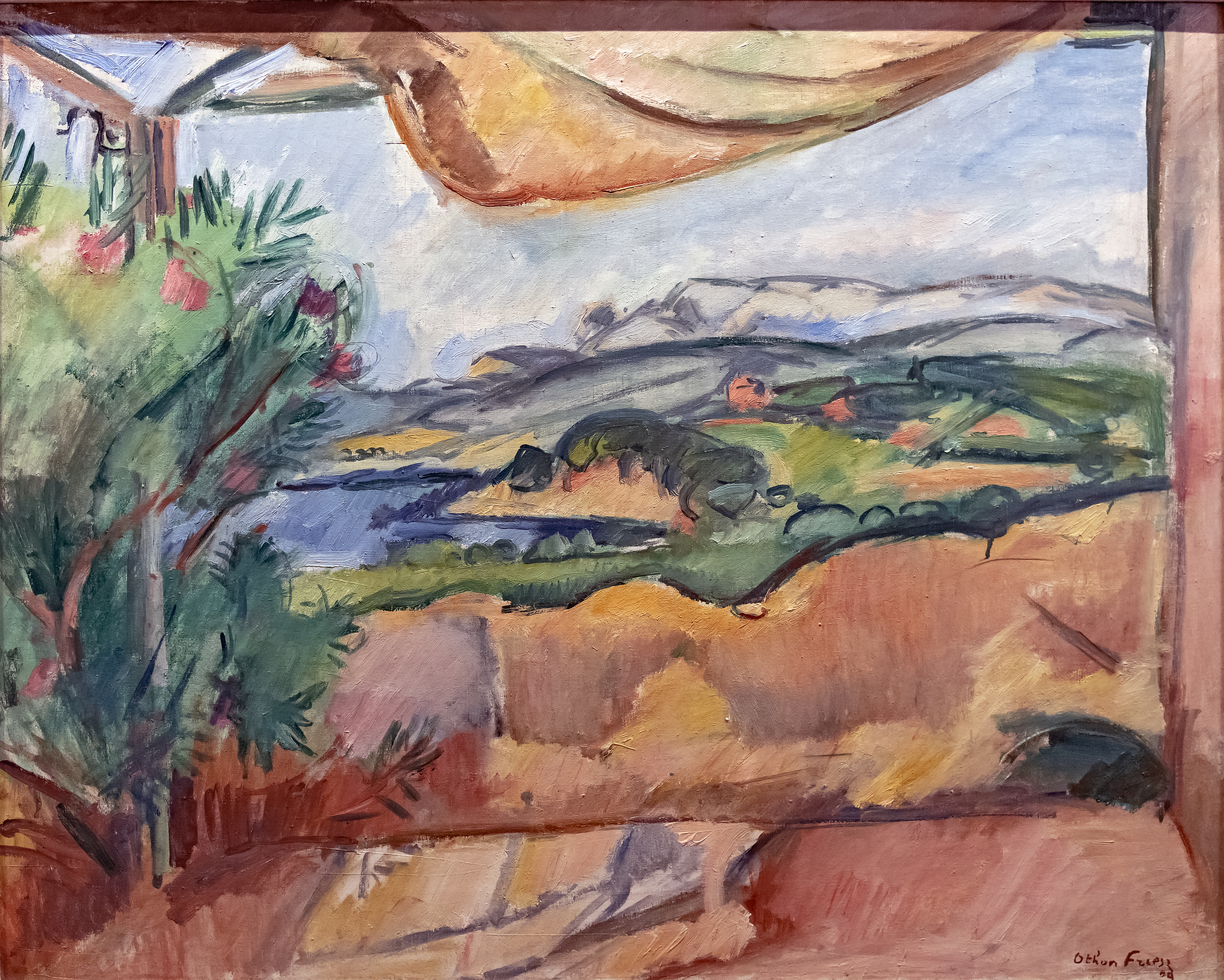
台地の風景(1909)
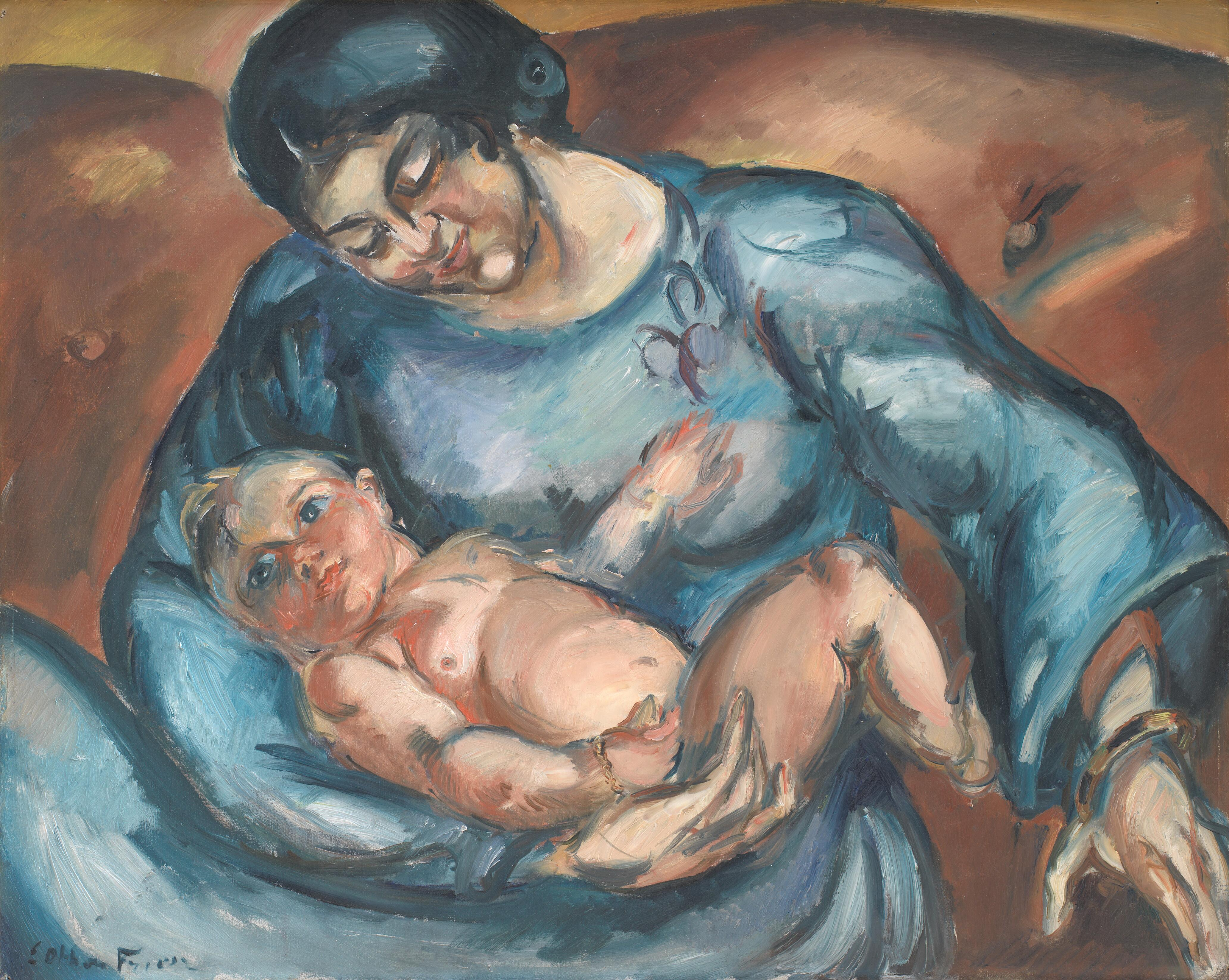
母の愛 (1914)
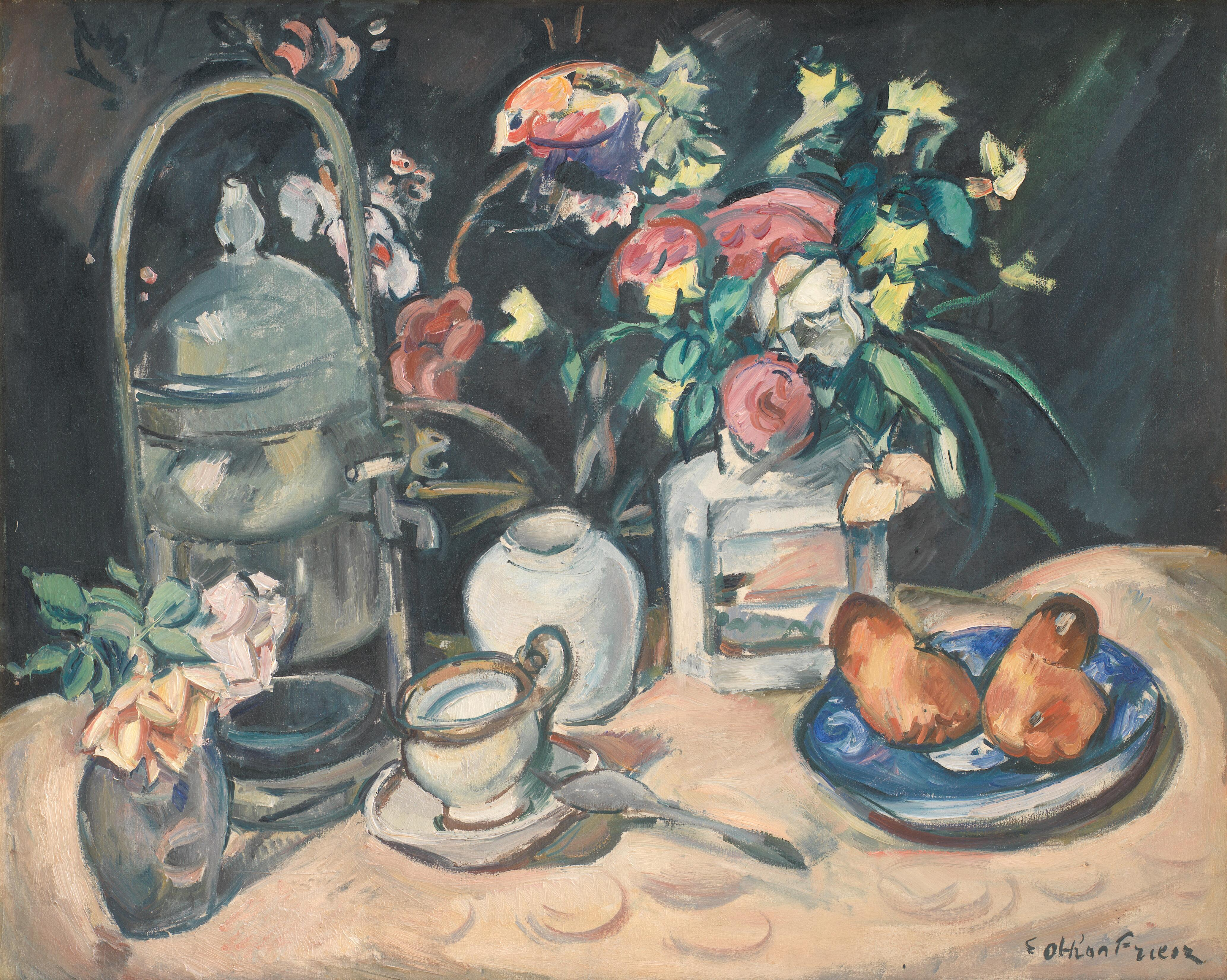
ブリオッシュのある静物画(1916/1917)
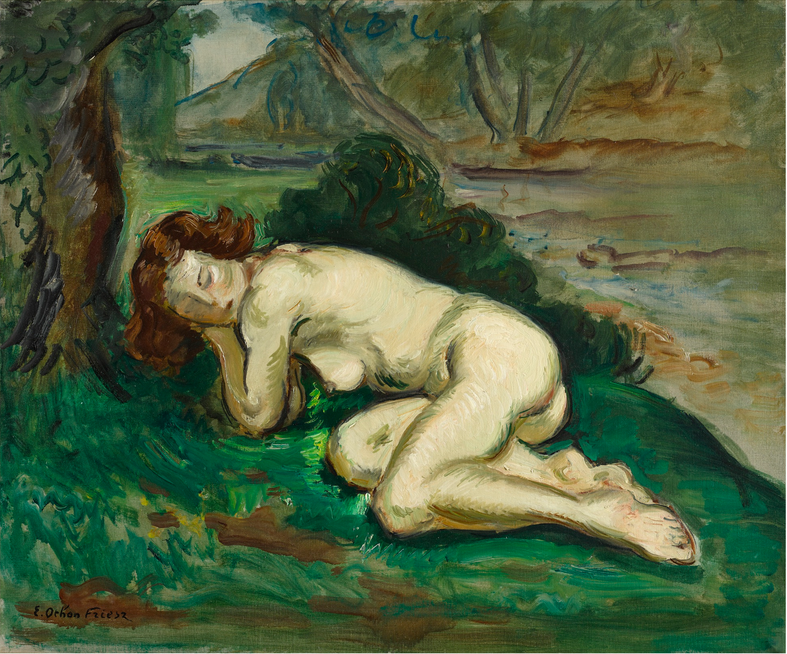
横たわるヌード
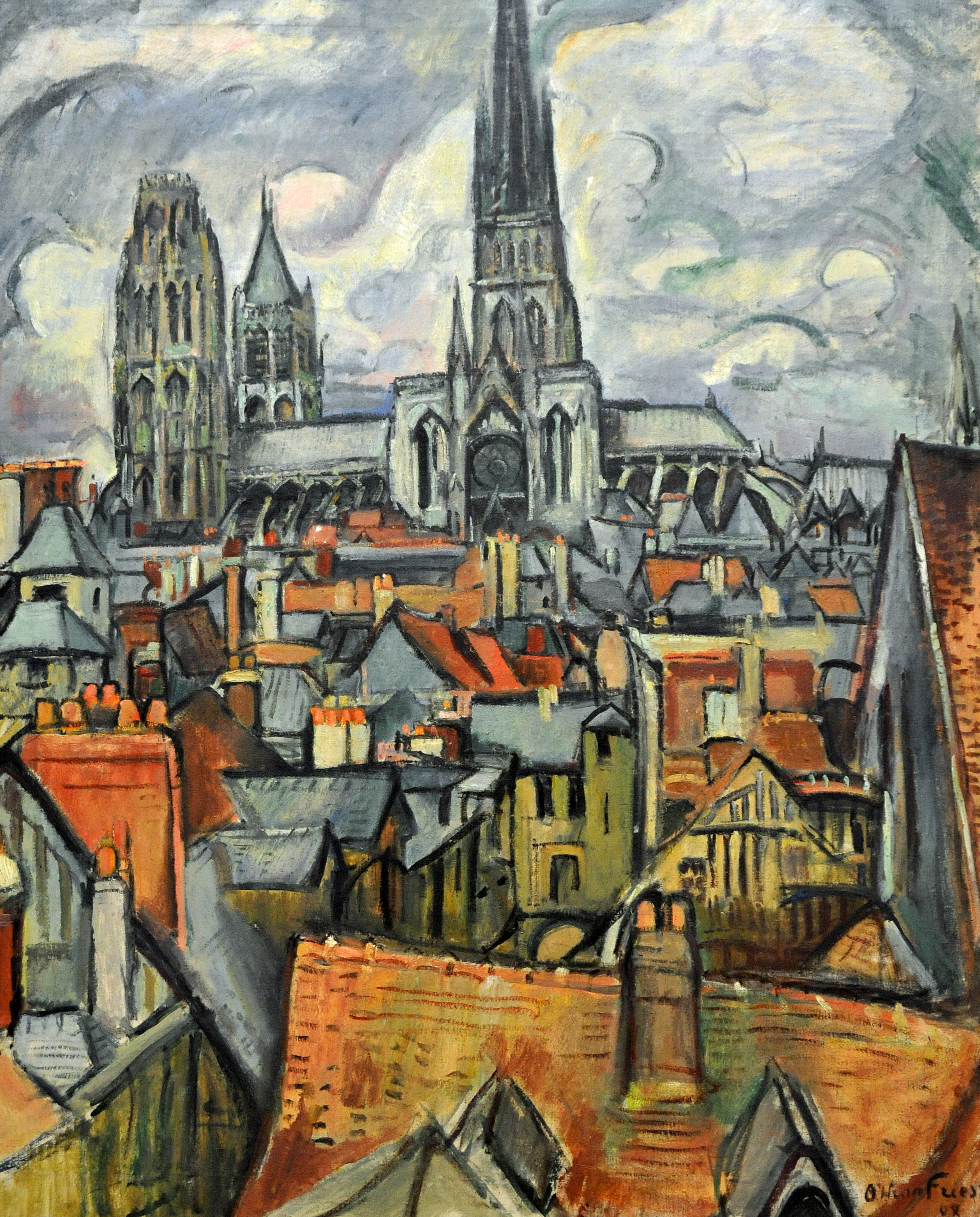
ルーアン
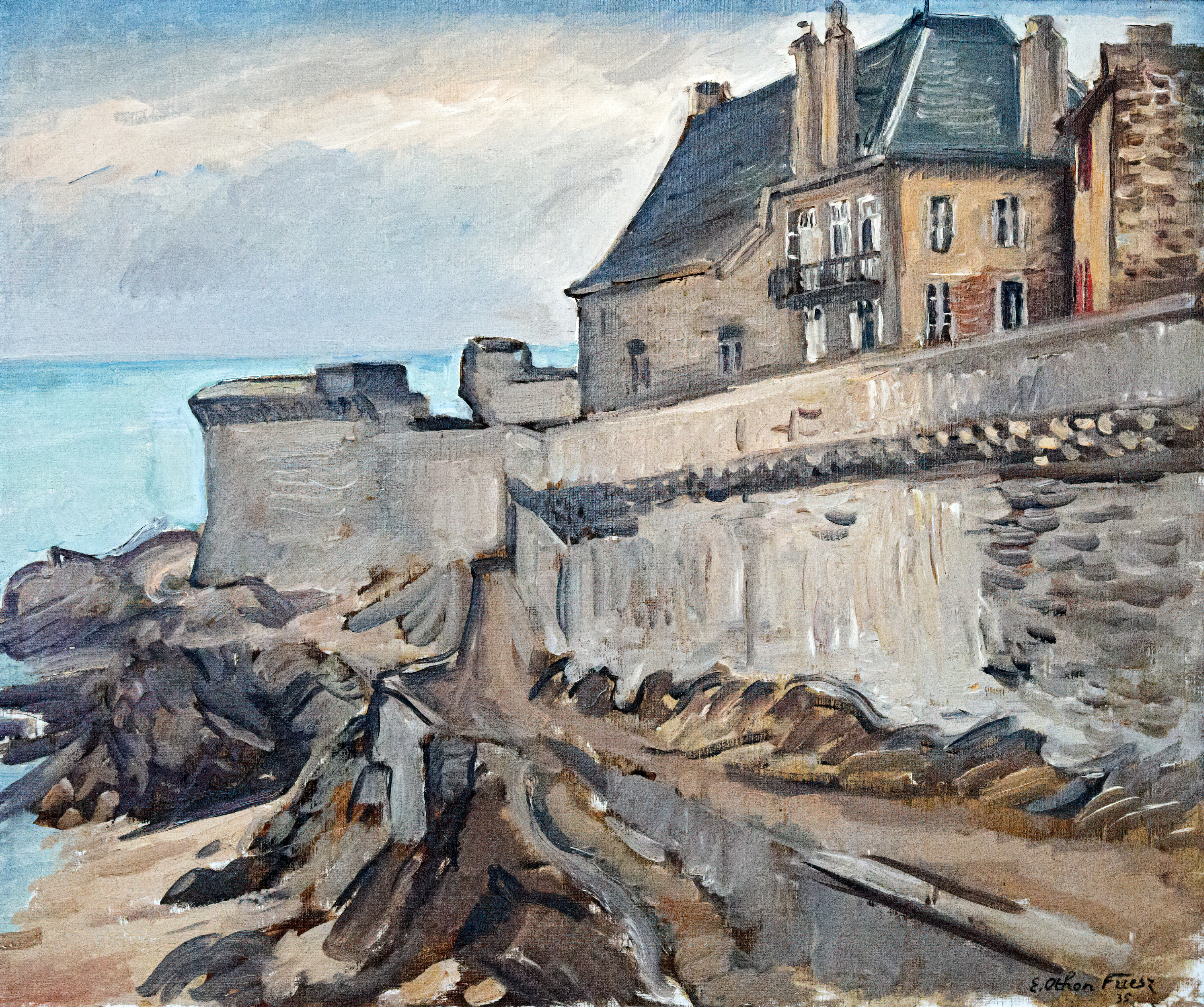
サンマロの城壁 (1935) , トゥールーズロートレック美術館, アルビ